# Rainy Days and Mondays
Rainy Days and Mondays è un brano musicale scritto da Paul Williams e Roger Nichols e pubblicato come singolo dal gruppo The Carpenters nel 1971, estratto dall'album Carpenters.

## Tracce
- 7"

1. Rainy Days and Mondays
2. Saturday

## Formazione
- Karen Carpenter - voce, cori
- Richard Carpenter - cori, piano, piano Wurlitzer elettrico
- Joe Osborn - basso
- Hal Blaine - batteria
- Bob Messenger - sassofono tenore
- Tommy Morgan - armonica